# Autostrada A1 (Senegal)
L'autostrada A1 è una delle autostrade in Senegal di cui sono in esercizio 90 km tra la capitale Dakar e la cittadina di Thiadiaye, ed ulteriori 77 km risultano in costruzione. La A1 fa parte della rete autostradale Trans-Africana.

## Storia
Il 1 febbraio del 2024 è stato aperto al traffico il tratto di autostrada da M'bour Est a Thiadiaye lungo 22 km.

## L'autostrada in esercizio
| Dakar-Thiadiaye |                                                             |       |      |              |                |
| Tipo            | Indicazione                                                 | ↓km↓  | ↑km↑ | Dipartimento | TAH            |
|                 | Dakar Plateau                                               | 0,0   | ..   | Dakar        | Trans Africana |
| 1               | Bel Air - Colobane Porto Commerciale                        | ..    | ..   | Dakar        | Trans Africana |
| 2               | Castors                                                     | ..    | ..   | Dakar        | Trans Africana |
| 3               | Hann Maristes (solo dir. est)                               | ..    | ..   | Dakar        | Trans Africana |
| 4               | Patte d'Oie - Strada Nazionale 1 Aeroporto di Dakar-Senghor | ..    | ..   | Dakar        | Trans Africana |
|                 | Area di servizio Dalifort (solo dir.est)                    | ..    | ..   | Pikine       | Trans Africana |
| 5               | Hann (solo dir. ovest)                                      | ..    | ..   | Pikine       | Trans Africana |
| 6               | Guediawaye - Pikine                                         | ..    | ..   | Pikine       | Trans Africana |
| 7               | Thiaroye Gare - Thiaroye s/Mer                              | ..    | ..   | Pikine       | Trans Africana |
|                 | Area di sosta (solo dir. ovest)                             | --    | ..   | Pikine       | Trans Africana |
|                 | Barriera di Thiaroye                                        | ..    | ..   | Pikine       | Trans Africana |
|                 | Area di sosta (solo dir. est)                               | ..    | --   | Pikine       | Trans Africana |
| 8               | Keur Massar - Zona Industriale di Mbao                      | ..    | ..   | Pikine       | Trans Africana |
| 9               | Rufisque Ovst - Cap des Biches                              | ..    | ..   | Rufisque     | Trans Africana |
|                 | Area di sosta (solo dir. ovest)                             | --    | ..   | Rufisque     | Trans Africana |
|                 | Barriera di Rufisque                                        | ..    | ..   | Rufisque     | Trans Africana |
|                 | Area di sosta (solo dir. est)                               | ..    | --   | Rufisque     | Trans Africana |
| 10              | Rufisque Est - Bargny - Sangalkam                           | ..    | ..   | Rufisque     | Trans Africana |
| 11              | Diamniadio                                                  | ..    | ..   | Rufisque     | Trans Africana |
| 12              | Sebikotane - Strada Nazionale 2                             | ..    | ..   | Rufisque     | Trans Africana |
|                 | Area di sosta (solo dir. ovest)                             | --    | ..   | Thiès        | Trans Africana |
|                 | Barriera di Toglou                                          | ..    | ..   | Thiès        | Trans Africana |
|                 | Area di sosta (solo dir. est)                               | ..    | --   | Thiès        | Trans Africana |
| 13              | Aeroporto di Dakar-Blaise Diagne                            | ..    | ..   | Thiès        | Trans Africana |
|                 | Svincolo con la A2 per Thiès e Touba                        | ..    | ..   | Thiès        | Trans Africana |
|                 | Barriera di Kirene                                          | ..    | ..   | Thiès        | Trans Africana |
| 14              | Sindia                                                      | ..    | ..   | M'bour       | Trans Africana |
| 15              | Nguekhokh                                                   | ..    | ..   | M'bour       | Trans Africana |
| 16              | M'bour Nord - Malicounda                                    | ..    | ..   | M'bour       | Trans Africana |
| 17              | M'bour Est                                                  | 90,0  | ..   | M'bour       | Trans Africana |
| 18              | Thiadiaye - Strada Nazionale 1 fine autostrada in esercizio | 112,0 | ..   | M'bour       | Trans Africana |

## L'autostrada in costruzione
| Thiadiaye-Kaolack |                                                                              |       |      |              |                |
| Tipo              | Indicazione                                                                  | ↓km↓  | ↑km↑ | Dipartimento | TAH            |
| 19                | Fatick                                                                       | 154,0 | ..   | Fatick       | Trans Africana |
|                   | Area di servizio                                                             | ..    | ..   | Fatick       | Trans Africana |
| 20                | Gandiaye                                                                     | ..    | ..   | Kaolack      | Trans Africana |
| 21                | Kaolack Strada Nazionale 1 Strada Nazionale 4 fine autostrada in costruzione | 188,0 | ..   | Kaolack      | Trans Africana |